# Odklad povinné školní docházky
Povinná školní docházka je zákonná povinnost dětí navštěvovat v určitém věkovém rozmezí vzdělávací instituci. Povinná školní docházka začíná v České republice počátkem školního roku, který následuje po dni, kdy dítě dosáhne šestého roku věku, pokud mu není povolen odklad. Při tom je výslovně řečeno, že lze vyhovět přání rodičů a zařadit do školy i děti mladší, které dovrší šestý rok věku až v době mezi 1. zářím a 31. prosincem (dnes musí být taková žádost doložena odborným psychologickým vyšetřením).
Často však dochází k odkladu povinné školní docházky, v České republice jsou odklady školní docházky stále běžnou záležitostí. Tento odklad má každoročně pětina až čtvrtina dětí.
K odkladu dochází v případě, že dítě není dostatečně tělesně nebo psychicky vyspělé, a pokud o to požádá zákonný zástupce dítěte v termínu zápisu k povinné školní docházce, ředitel odloží začátek povinné školní docházky dítěti o jeden rok. Žádost musí obsahovat posouzení odborného lékaře nebo psychologa a doporučení od příslušného školského poradenského zařízení. Dítě musí zahájit povinnou školní docházku nejpozději ve školním roce, ve kterém dosáhne osmi let. Odklad povinné školní docházky se týká zákonných zástupců dítěte staršího pěti let. „V případě nedoporučení nastoupení do základní školy pedagogicko-psychologickou poradnou a na základě vyjádření odborného lékaře nebo klinického psychologa je možné žádat o odklad povinné školní docházky.“
Při posuzování vhodnosti odkladu školní docházky je zkoumána školní zralost a připravenost dítěte. Tyto pojmy neznamenají totéž. Školní zralost zohledňuje především biologickou vyspělost dítěte, zatímco školní připravenost označuje připravenost dítěte k započetí povinné školní docházky zejména po stránce socializační.

## Důvody k odkladu školní docházky
K odkladu dochází proto, že pokud je dítě nedostatečně psychicky a fyzicky vyspělé, odklad mu dává více času na dospění na úroveň svých vrstevníků, aby následná povinná školní docházka mohla probíhat bez problémů. V případě zamítnutí žádosti o odklad povinné školní docházky se lze odvolat proti zamítnutí a odvolání adresovat prostřednictvím školy na krajský úřad nebo na Magistrát hlavního města Prahy.
Důvody pro odklad školní docházky mohou být:
- Logopedické vady a poruchy řeči
- Grafomotorika
- Celkový opožděný vývoj řeči
- Sociální nezralost
- Psychika – adaptace, soustředění
- Zdravotní postižení / znevýhodnění
- Pracovní návyky
- Nezralost z důvodu sociokulturního zázemí
- Celková nezralost

Zajímavé zjištění přináší pohled na nejčastější příčiny odložení povinné školní docházky v jednotlivých krajích a porovnání s průměrem celé republiky. Zatímco ve Zlínském a Karlovarském kraji celková nezralost dítěte výrazně převažuje nad logopedickými vadami a poruchami, v Kraji Vysočina Středočeském a Olomouckém kraji jsou téměř v rovnováze. Nezralost z důvodu sociokulturního zázemí se mezi nejčastějšími příčinami objevuje pouze v případě Ústeckého kraje.
Existuje úzká vazba mezi věkem a pohlavím dítěte. Prokázalo se, že chlapcům, kteří jsou narozeni především v letních měsících, bývá častěji doporučen odklad školní docházky a častěji zahajují povinnou školní docházku o rok později. Důvodem je pomalejší a nerovnoměrné psychosociální dozrávání. „Zkušenost říká, že chlapci na přelomu předškolního a školního věku vyspívají méně rychle než děvčata a že jsou tedy i více ohroženi školním neúspěchem…“
„Věk 6 let byl pro vstup dítěte do školy zvolen opodstatněně. V tomto období dochází k mnoha somatickým i kognitivním změnám ve vývoji a většina dětí je právě v tomto věku adekvátně připravena na přijetí školních povinností. Důvodem k odkladu školní docházky je tedy nejčastěji nesplnění některých předpokladů pro vstup do školy, a to jak ze strany dítěte, tak ze strany rodiny."

## Posuzování vhodnosti odkladu

### Zralost
Školní zralost podle Pedagogického slovníku znamená „stav dítěte projevující se v takové úrovni jeho organismu, která mu umožňuje adaptaci na prostředí školy“. Psycholog Jirásek, který koncept školní zralosti v naší republice prosadil, rozuměl pojmu školní zralost jako „dosažení takového stupně ve vývoji, aby se dítě mohlo bez obtíží účastnit společného vyučování".
Školní zralost je zpravidla definována jako schopnost (připravenost, pohotovost dítěte dostát nárokům školního vzdělávacího procesu, a to nárokům kladeným na jeho organismus (především na jeho nervový systém), nárokům intelektovým, citovým i společenským.
Kategorie školní zralosti bývá pojímána spíše z psychologického hlediska a zohledňuje biologickou podstatu – proces zrání. Znamená zralost centrální nervové soustavy, která se ve svém důsledku projevuje odolností vůči zátěži, schopností se soustředit a emoční stabilitou. Tato zralost je předpokladem pro úspěšnou adaptaci na školní režim. Pokud je dítě emočně nezralé, nemá sílu na roli školáka, která jej neúnosně zatěžuje. Alespoň relativní úspěšnost žáka ve škole je odvislá od úrovně regulačních kompetencí, které ovlivňují stupeň využití rozumových kompetencí.
Školní zralost je spjata s dosaženou úrovní vývoje dítěte. Podmínkou je zralost centrální nervové soustavy a kognitivních procesů. Zahrnuje stránku biologickou (tělesnou, fyzickou), tedy třeba výšku, hmotnost, zdravotní stav; mentální (kognitivní, psychickou), tj. úroveň řeči, paměť, schopnost učení; a sociální (emocionálně-sociální) zahrnující schopnost odloučení od rodiny, emocionální stabilitu a ovládání emocí například při neúspěchu. 

### Připravenost
Školní připravenost je podle Pedagogického slovníku „komplexní charakteristika, která zahrnuje jak úroveň biologického a psychického vývoje dítěte, tak dispozice utvářené na základě učení a vlivem konkrétního sociálního prostředí!“. 
Pojem školní připravenost (způsobilost), tak jak jej chápeme dnes, postihuje oproti biologickému zrání spíše úroveň předškolní přípravy z hlediska schopností, vlivu prostředí a výchovy. Školní připravenost je tedy záležitostí více pedagogickou a zohledňuje proces učení, jenž lze charakterizovat několika složkami, které zahrnují jak vnitřní vlivy (zrání CNS, rozvoj kognitivních procesů), tak i vlivy vnější (působení prostředí, výchovného vedení). Vývoj dítěte vždy probíhá v interakci s prostředím, ve kterém vyrůstá; záměrně i nezáměrně ovlivňován všemi, kteří na něj působí.
Školní připravenost je dosažení takového stavu dítěte, při kterém je schopno zvládat nároky spojené se školní docházkou. Takové dítě je sebevědomé, cílevědomé, spolupracující, komunikativní, zvídavé, motivované k práci, umí udržet pozornost a dokáže ovládat své emoce. 
Koncepty školní zralosti i školní připravenosti, ačkoli každý akcentuje jinou stránku vývoje dítěte, předpokládají velký vliv okolí (rodina, předškolní výchova) na zralost dítěte.

## Problematika odkladů
V České republice je podle expertů příliš velké procento odkladů povinné školní docházky (přibližně 25 %). Mělo by se jednat o výjimečné případy a číslo odkladů by se mělo pohybovat kolem dvou procent. Přibližně dvě třetiny odkladů tvoří chlapci. V České republice je nejvyšší počet odkladů v rámci celé Evropy. Například na Slovensku mělo v loňském školním roce odklad sedm procent žáků, v Německu pak dva a půl procenta. Počet dětí, kterým byla povinná školní docházka o jeden rok odložena, je v ČR dlouhodobě stabilní a nedaří se jej snížit. Pozitivní změna nenastala ani po zavedení povinného předškolního vzdělávání. Ministerstvo školství si snížení počtu odkladů slibovalo od některých opatření, která v minulosti prosadilo. Ke zlepšení připravenosti dětí na školní docházku mělo přispět např. zavedení povinného posledního roku předškolního vzdělávání či posunutí zápisů do prvních tříd z období v lednu a únoru na duben. Místo poklesu ale naopak odkladů v posledních letech přibylo. Počet odkladů negativně ovlivňuje složení tříd a taky samotnou výuku.
Jednou z příčin vysokých odkladů může být fakt, že se pedagogické poradny při posuzování žádostí neřídí jednotným systémem, nebo také to, že odklad prosadí zákonný zástupce dítěte.
Ze strany ministerstva školství by měly nastat změny v oblasti integrace, které by nástup dětí do škol ulehčily. Jednat by se mělo o systémové snížení nároků na žáky v prvním ročníku, a o podporu zjišťování školní zralosti pracovníky poraden přímo v mateřských školách. Úpravou by měla projít i samotná forma výuky; pedagogičtí pracovníci by měli klást důraz na individualitu žáků a využívat projektového vyučování. V roce 2024 ministerstvo školství, mládeže a tělovýchovy zvažovalo, že celý systém odkladů zcela zruší.
Vzhledem k tomu, že základní vzdělání trvá v Česku devět let a začíná již standardně v šesti nebo sedmi letech (pro děti s odkladem pak v sedmi nebo osmi letech), tak studenti, kterým je v dětství udělen odklad, skládají maturitní zkoušku nejdříve v 19 nebo 20 letech. V řadě jiných zemí v této době student dokončuje druhý ročník vysoké školy, protože střední vzdělání ukončil v 17 nebo 18 letech.

## Rozvoj dítěte s odkladem
Pokud byl dítěti doporučen z nějakého důvodu odklad povinné školní docházky, je důležité pracovat na tom, aby byla příčina tohoto doporučení odstraněna. Aby byl odklad povinné školní docházky užitečný, je potřeba s dítětem cíleně pracovat a na školu ho dále připravovat. Stimulace dítěte by měla přijít jak ze strany rodiny (rodičů), tak učitelek z mateřské školy. 
Měl by se klást důraz na aktivity jako jsou:
- třídění věcí dle jejich vlastností
- skládání a rozkládání celku
- podpora logického myšlení v podobě hádanek, slovních hříček
- tříbit prostorovou, časovou a smyslovou orientaci
- celkově rozvíjet komunikační schopnosti, řeč, vyjadřování, paměť a pozornost, matematické představy
- rozvoj motoriky, grafomotoriky, koordinace
- vnímání a rozlišování barev

### Přípravné třídy
Řešením pro děti s odkladem jsou často také přípravné třídy. Primárním záměrem přípravných tříd je systematicky připravit děti ze sociokulturně znevýhodněného prostředí tak, aby se mohly bezproblémově začlenit do vzdělávacího procesu. Další využití však našly právě v přípravě dětí s odkladem na povinnou školní docházku. Vzdělávání v těchto třídách je více podobné školnímu vyučování nežli činnostem v mateřské škole.

## Legislativní úprava
- Zákon č. 561/2004 Sb. Zákon o předškolním, základním, středním, vyšším odborném a jiném vzdělávání (školský zákon) § 37).[2][23]
- Zákon č. 178/2016 Sb. Novela školského zákona (561/2004 Sb.).[24]